# ستيف ديفيس (لاعب كرة قدم)
ستيف ديفيس (بالإنجليزية: Steve Davis)‏ (30 أكتوبر 1968 في المملكة المتحدة - ) هو مدرب كرة قدم ولاعب كرة قدم بريطاني في مركز قلب الدفاع. لعب مع نادي بلاكبول ونادي بيرنلي ونادي ساوثهامبتون ونادي لوتون تاون ونادي يورك سيتي ونوتس كاونتي.

## وصلات خارجية
- ستيف ديفيس على موقع قاعدة بيانات كرة القدم.إي يو (الإنجليزية)
- ستيف ديفيس على موقع Soccerbase.com (لاعب) (الإنجليزية)
- ستيف ديفيس على موقع Soccerbase.com (مدرب) (الإنجليزية)